# Lichtenstein-tehénantilop
A Lichtenstein-tehénantilop (Alcelaphus lichtensteinii) az emlősök (Mammalia) osztályának párosujjú patások (Artiodactyla) rendjébe, ezen belül a tülkösszarvúak (Bovidae) családjába és a tehénantilop-formák (Alcelaphinae) alcsaládjába tartozó faj.

## Rendszertani besorolása és neve
Leghamarább Sigmoceros lichtensteinii név alatt írták le; később a vörös tehénantilop (Alcelaphus buselaphus) alfajának vélték, Alcelaphus buselaphus lichtensteinii név alatt; egyes rendszerezések még mindig annak vélik.
Az állat a fajnevét, azaz a lichtensteinii-t, Martin Hinrich Carl Lichtenstein német természettudós tiszteletére kapta.

## Előfordulása
A Lichtenstein-tehénantilop előfordulási területe Kelet-Afrika déli felén található meg.

## Megjelenése
Az állat marmagassága 125 centiméter és testtömege 150 kilogramm körüli. A szőrzete vörösesbarna, de a hasánál kivilágosodik. Mindkét nemnek van szarva; ez túlhaladhatja az 50 centiméteres hosszt és oldalról nézve S alakú, míg szemből nézve tető nélküli O alakú.

## Életmódja
A Lichtenstein-tehénantilop a szavannák és árterületek egyik antilopja. Nappal tevékeny; ekkortájt perjefélékkel táplálkozik. Kis csordákban él; ezek egy bikából, 5-15 tehénből és azok borjaiból állnak. A hallása és látása igen fejlett, viszont a szaglása gyenge. Bőgő és prüszkölő hangokat hallat. A bika nagy territóriummal rendelkezik; a különböző területek nem fedik egymást; azonban egy-egy fiatal bika megpróbálhatja elvenni az idősebbtől azt.

## Szaporodása
A legtöbb borjú augusztus-szeptemberben jön világra. A párzás a legtöbb helyen október és január között történik meg. Ekkortájt a bikák a területükön ürülékhalmot hozhatnak létre, és a szokásosnál agresszívabbak.

## Képek

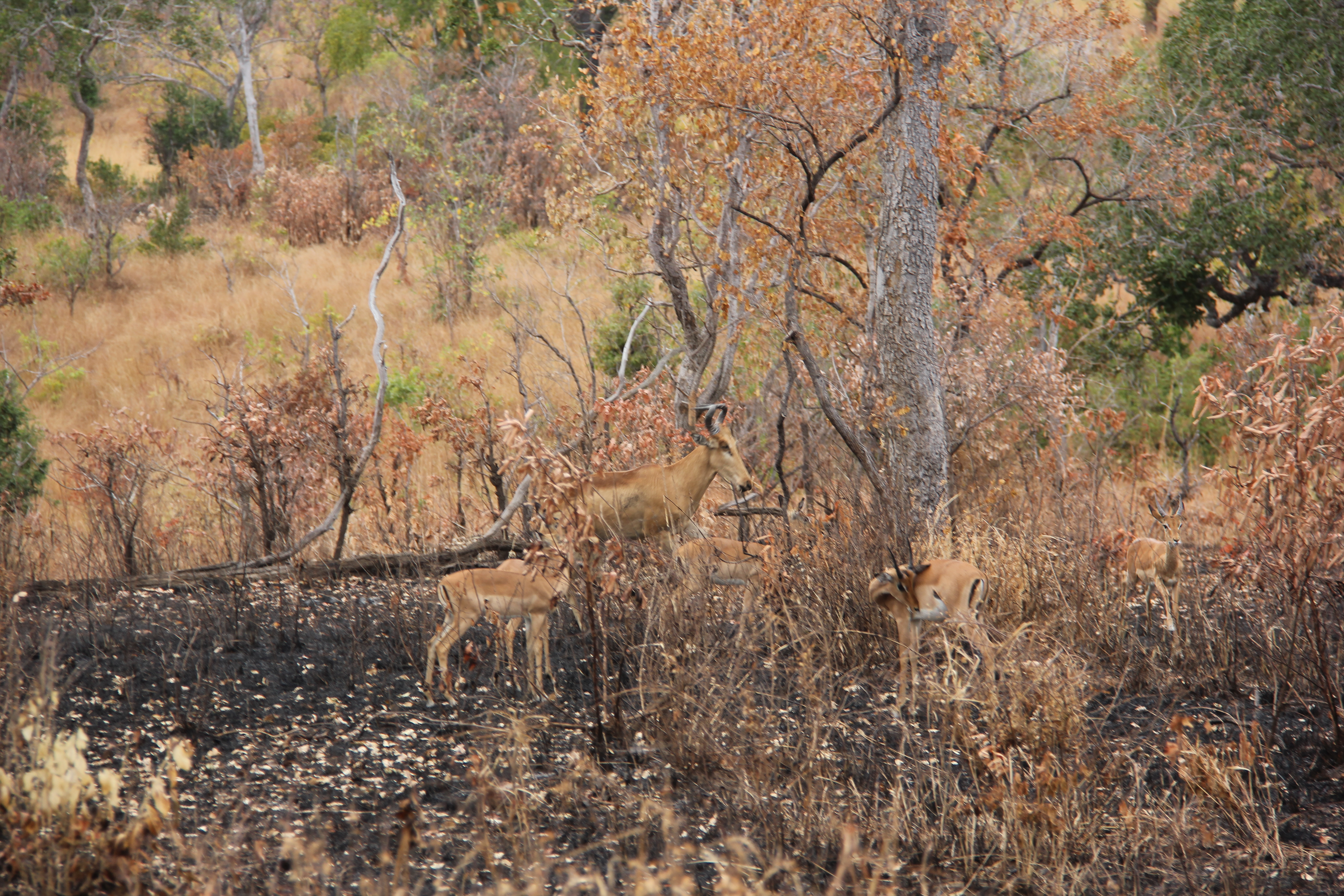
Lichtenstein-tehénantilop gazellák között
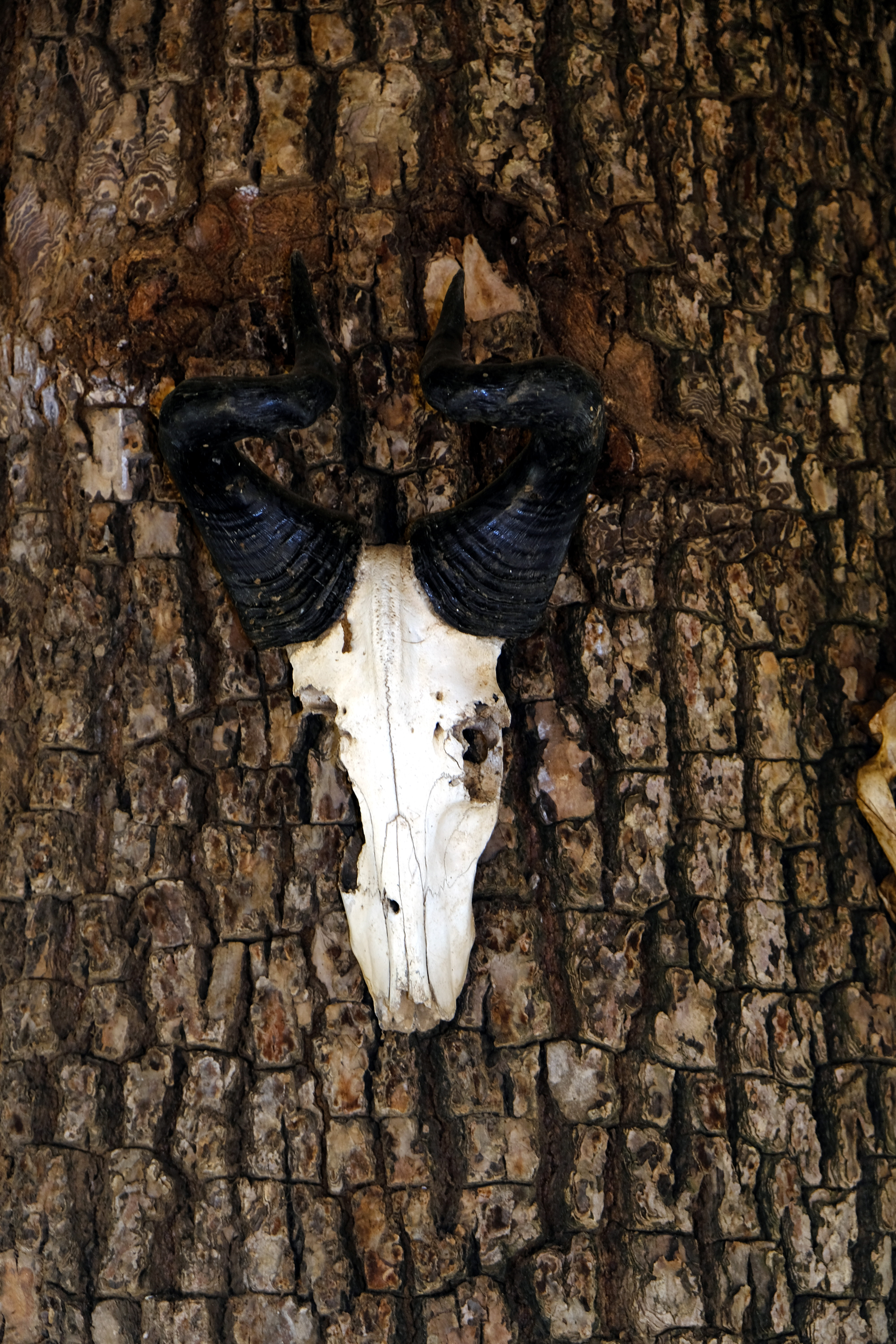
Koponyája
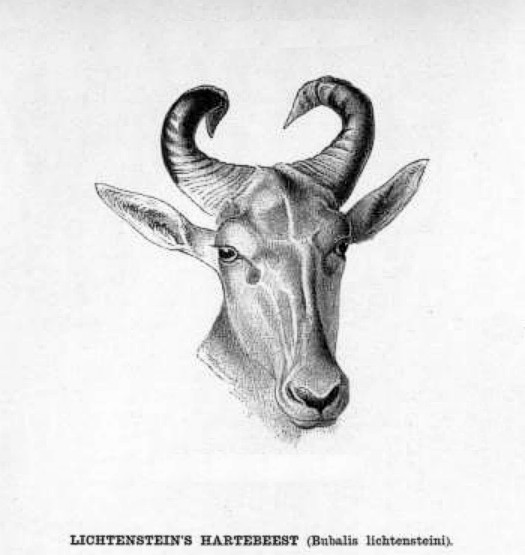
Rajzok az
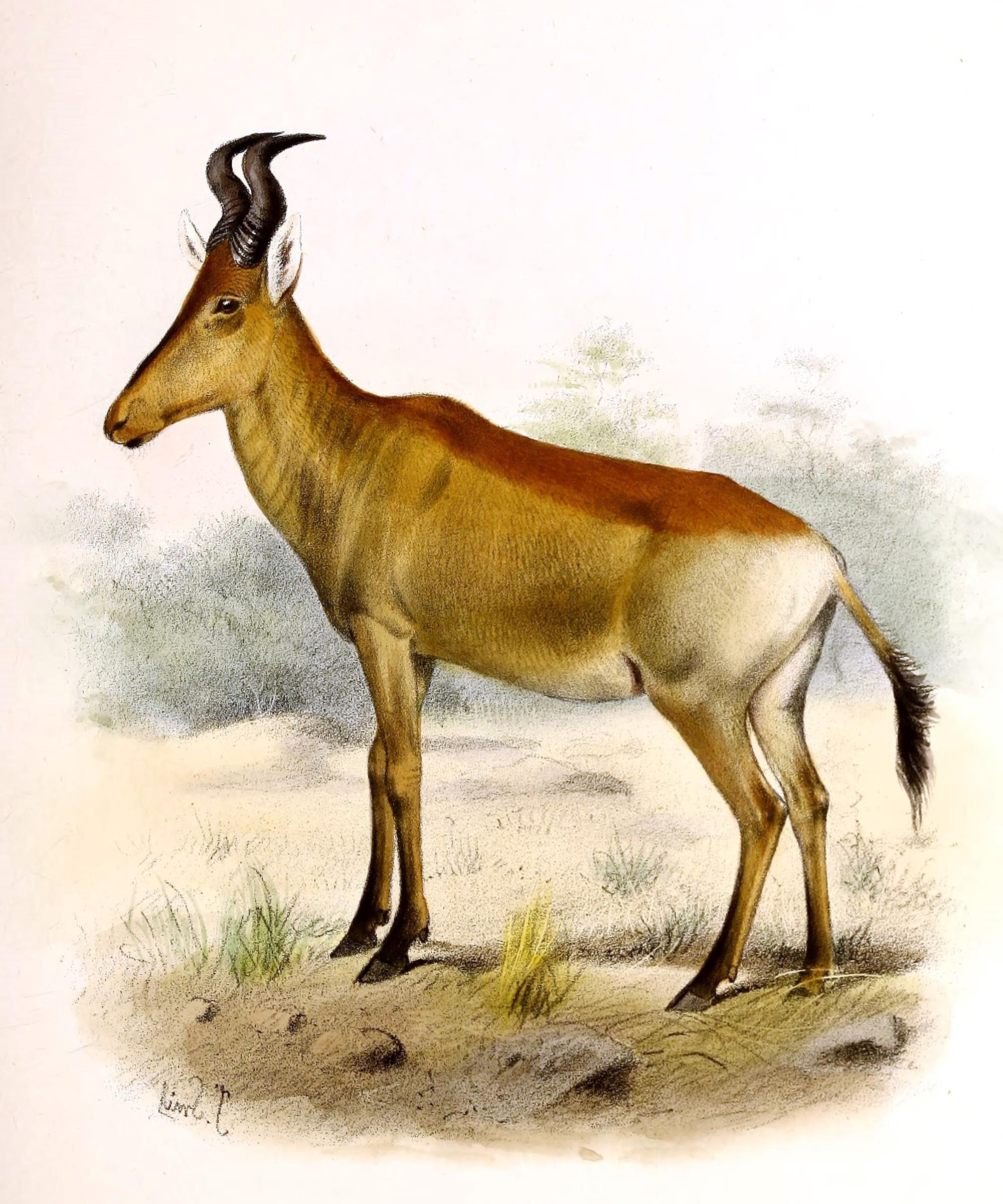
állatról

### Fordítás
- Ez a szócikk részben vagy egészben  a   Lichtenstein's hartebeest című angol Wikipédia-szócikk ezen változatának fordításán alapul.  Az eredeti cikk szerkesztőit annak laptörténete sorolja fel. Ez a jelzés csupán a megfogalmazás eredetét és a szerzői jogokat jelzi, nem szolgál a cikkben szereplő információk forrásmegjelöléseként.